# Новораково
Новораково — деревня в Истринском районе Московской области России, входит в состав сельского поселения Бужаровское. Население — 34 чел. (2010).
Расположена на северо-западе области в 50 километрах от МКАД по Волоколамскому шоссе на берегу Истринского водохранилища. Год основания деревни в настоящее время неизвестен. Но достоверно известно, что до 1938 года деревня располагалась западнее её настоящего местоположения на 500—800 метров, ближе к водохранилищу. До настоящего времени можно наблюдать на месте старого деревенского колодца одиноко стоящее дерево и воронку. В 1938 году при строительстве плотины деревню переселили.
В послевоенные годы население деревни пополнилось переселенцами из тульской области и Белоруссии. До сих пор жителей северной стороны так и называют «тульские», к коим и относится почетный старожил, Бузырев Василий Трифонович.
Летом эти места завсегда были излюбленным местом отдыха московских дачников. Берега водохранилища были густо усеяны базами отдыха НИИ и прочих московских организаций.
В девяностых вокруг деревни появились как минимум ещё три дачных товарищества, два за деревней у «чикиных прудов» и одно на «горках», которые прирастают индивидуальными застройками. Был проведён газ, построены магазины. Впоследствии большинство баз отдыха было скуплено ОНЭКСИМ Банком. Теперь там располагается тренировочная летняя база для аквабайкеров.

## Население
| 2002 | 2006 | 2010 |
| ---- | ---- | ---- |
| 21   | ↘16  | ↗34  |